# Gaiselberg
Gaiselberg ist eine Ortschaft und eine Katastralgemeinde der Gemeinde Zistersdorf im Bezirk Gänserndorf in Niederösterreich. Die Ortschaft hat 234 Einwohner (Stand 1. Jänner 2024). Bis Ende 1971 war Gaiselberg eine eigenständige Gemeinde.

## Geografie
Das Dorf befindet sich südwestlich von Zistersdorf in einem Talkessel, in dem der Großinzersdorfer Bach entspringt. Im Südwesten über dem Ort wurde ein Hausberg errichtet, unter dem ein Erdstall angelegt wurde. Der Ort ist über die Landesstraße L3038 erreichbar. Um den Hausberg wurden im 19. Jahrhundert zahlreiche Weinkeller in mehreren lose übereinanderliegenden Reihen angelegt.

## Geschichte
Der Name Gaiselberg ist entweder zurückzuführen auf den mittelhochdeutschen Begriff Peitsche oder das bairische Geschlecht der Gaiselberger. Der Ort mit dem markanten Hausberg ist frühestens um 1200 entstanden. Laut Adressbuch von Österreich waren im Jahr 1938 in der Ortsgemeinde Gaiselberg ein Bäcker, ein Gastwirt, eine Gemischtwarenhandlung, eine Molkereigenossenschaft, ein Schmied, eine Schneiderin und zwei Schuster ansässig.
Mit 1. Jänner 1972 wurden im Zuge der Niederösterreichischen Kommunalstrukturverbesserung die bis dahin selbständigen Gemeinden Blumenthal, Gaiselberg, Gösting, Großinzersdorf, Loidesthal, Maustrenk,
Windisch Baumgarten und Zistersdorf zu Zistersdorf fusioniert.

### Ölfeld Gaiselberg
1938 erfolgte mit der Erschließung des Ölfeldes jener Ölfund, der die Region zum Inbegriff für den Erdölreichtum des Wiener Beckens machte. Die ölführenden Schichten des Feldes Gaiselberg erstrecken sich über eine Fläche von nur etwa 2,5 km², jedoch existieren dort entlang eines geologischen Bruchs (des sogenannten Steinbergbruchs) mehrere Öl führende Schichten übereinander, deren Tiefe von 800 m bis fast 2400 m reicht.